# Monnina menthoides
Monnina menthoides är en jungfrulinsväxtart som beskrevs av Chod.. Monnina menthoides ingår i släktet Monnina och familjen jungfrulinsväxter. Inga underarter finns listade i Catalogue of Life.